# Georg Sanders
Georg Sanders (in russo Георгий Фёдорович Сандерс?, Georgij Fëdorovič Sanders; fl. XIX secolo) è stato un pattinatore artistico su ghiaccio russo. Ha partecipato al primo Campionato del mondo, svoltosi nel 1896 a San Pietroburgo. Si è trattato della sua unica competizione internazionale. Nell'occasione ha vinto il bronzo. Specialista delle figure obbligatorie, ha scritto un capitolo dedicato alle figure nel libro The Art of Skating pubblicato nel 1910 da Irving Brokaw.

## Palmarès
| Evento              | 1896 |
| ------------------- | ---- |
| Campionati mondiali | 3°   |